# Comté de Harding (Dakota du Sud)
Pour les articles homonymes, voir Comté de Harding.
Le comté de Harding est un comté situé dans l'État du Dakota du Sud, aux États-Unis. En 2010, sa population est de 1 255 habitants. Son siège est Buffalo.

## Histoire
Créé en 1908, le comté est nommé en l'honneur de J. A. Harding, président de la Chambre des représentants du territoire du Dakota.

## Villes du comté
Le comté compte deux municipalités : Buffalo et Camp Crook.

## Démographie
Selon l'American Community Survey, en 2010, 96,42 % de la population âgée de plus de 5 ans déclare parler l'anglais à la maison, 0,92 % l'espagnol et 2,66 % une autre langue.
| 1910  | 1920  | 1930  | 1940  | 1950  | 1960  |
| ----- | ----- | ----- | ----- | ----- | ----- |
| 4 228 | 3 953 | 3 589 | 3 010 | 2 289 | 2 371 |

| 1970  | 1980  | 1990  | 2000  | 2010  | - |
| ----- | ----- | ----- | ----- | ----- | - |
| 1 855 | 1 700 | 1 669 | 1 353 | 1 255 | - |